# Oldřich Lajsek
Oldřich Lajsek (Křesetice, 8 febbraio 1925 – Praga, 2 ottobre 2001) è stato un pittore, designer, grafico e professore di arte cecoslovacco naturalizzato ceco.
Fu membro dell'Unione degli Artisti Creativi Cecoslovacchi.
Nel 1960 fu a capo della società artistica Il Gruppo degli Otto Artisti.
Nel 1985 fu premiato con il riconoscimento nazionale Al Lavoro Eccellente.
Nel corso della sua vita creò più di 3000 opere, di cui più di 1800 destinate a collezioni private.

## Biografia
Lajsek nacque l'8 febbraio 1925 in una famiglia di mercanti di Křesetice, un paese vicino a Kutná Hora nella Boemia centrale (Cecoslovacchia). 
Nel 1944 concluse gli studi presso la scuola superiore di industria meccanica di Kutná Hora.
Durante la seconda Guerra mondiale prese parte all'organizzazione ribelle "Il Pugno", dove combatté contro l'occupazione nazista della Cecoslovacchia.
Dopo la seconda Guerra mondiale si trasferì a Praga, Cecoslovacchia, dove lavorò nell'Unione Industriale Cecoslovacca.
Dal 1946 studiò alla Università Carolina di Praga. In questo periodo scoprì il suo talento artistico e si laureò nel 1950.
Nel 1966 si laureò anche in economia.
Lavorò come insegnante e dal 1955 fu professore alla Scuola di Arti Applicate di Praga.
Lajsek raggiunse il successo nella sua carriera artistica presto. Nel 1955 fu ammesso alla società Štursa e poi al Centro VI.
Prese parte alla competizione per il restauro dell'edificio del Teatro Nazionale (Praga).
Dal 1954 fu membro dell'associazione degli Artisti Creativi Cecoslovacchi.
Nel 1960 fondò una società artistica chiamata Il Gruppo degli Otto Artisti, in cui ricoprì il ruolo di presidente. Obiettivi della società erano l'organizzazione di eventi educativi e artistici nella campagna e la ricerca di nuovi posti dove ospitare le numerose mostre.
Nel 1985 fu premiato dal Presidente della Repubblica con il riconoscimento nazionale Al Lavoro Eccellente.
Morì il 2 ottobre 2001 a Praga, Repubblica Ceca, all'età di 76 anni.

## Pittura
La sua produzione artistica fu molto versatile.
Si dedicò all'astrattismo, realismo, surrealismo, ecc. Ma la sua produzione più famosa fu paesaggistica. Fu infatti uno dei pittori più conosciuti del periodo in Cecoslovacchia. 
Si ispirava nella sua casa in Boemia o nelle strade di Praga, così come durante i suoi viaggi all'estero in Grecia e Jugoslavia.
| Controllo di autorità | VIAF (EN) 85814267 · ISNI (EN) 0000 0000 5676 2224 |